# Enrico Comani
Enrico Comani (Roma, 12 agosto 1906 – Oceano Atlantico, 2 febbraio 1938) è stato un aviatore italiano, insignito nel 1938 della medaglia d'oro al valore aeronautico.

## La formazione

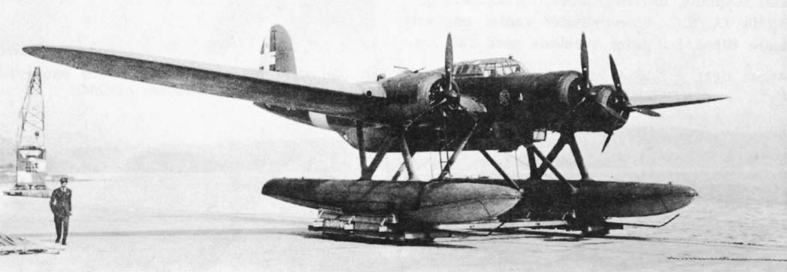

Comani entra in Accademia Aeronautica nel novembre 1926 con il corso Drago "Con l'artiglio e con l'ala". Grazie alla sua preparazione scolastica nella specializzazione dei servizi di telecomunicazioni fu inviato al corso di pilotaggio senza visibilità presso la Scuola di Celle in Germania: fu il primo italiano a conseguire l'abilitazione per il "volo cieco". Nel gennaio del 1937 fu assegnato alla neo costituita Scuola di Volo Senza Visibilità (S.V.S.V.) della Regia Aeronautica, una nuova specialità che si rese necessaria per preparare gli equipaggi al volo strumentale; con sede provvisoria presso l'aeroporto di Ciampino successivamente trasferita sull'aeroporto militare di Littoria a lui successivamente intitolato. Per la sua esperienza e per la conoscenza dei problemi tecnici del volo senza visibilità collaborò con Mario Stoppani nella costruzione del cockpit del velivolo CANT Z.506B, che venne poi impiegato per conquistare il primato internazionale di distanza senza scalo per idrovolanti, con un volo di 7.013 chilometri da Cadice (Spagna) a Caravelas (Brasile), tra il 28 e il 29 dicembre 1937. Per questa impresa, Comani venne decorato con la medaglia d'oro al valore aeronautico.

## La morte
Enrico Comani svolgeva le mansioni di secondo pilota; dopo aver conquistato il record, mentre era in navigazione tra Port Natal e l'isola di Fernando de Noronha (Brasile), durante il viaggio di ritorno, ci fu un'avaria prima ad uno e poi al secondo dei tre motori disponibili. L'equipaggio fece ammarare l'aereo con successo, nonostante il mare mosso; per sfuggire alle fiamme sprigionatesi in seguito ad un'esplosione furono però costretti a gettarsi nell'acqua che bruciava e infestata dagli squali. L'unico superstite dei 5 membri dell'equipaggio fu il comandante Mario Stoppani, che descrisse come andarono gli eventi nel rapporto sull'incidente.

## La memoria postuma
A Comani è stato dedicato l'aeroporto militare di Latina, attuale sede del 70º Stormo intitolato alla M.O.V.M. Gen. S. A. Giulio Cesare Graziani. Il 70º Stormo, scuola di volo dell’Aeronautica Militare, è posto alle dipendenze del Comando Scuole dell’Aeronautica Militare e 3ª Regione Aerea con sede a Bari, da oltre sessant’anni assolve ai compiti istituzionali di selezionare e addestrare i futuri piloti militari dell’Aeronautica Militare, delle altre Forze Armate e Corpi Armati dello Stato e allievi di altre Nazioni (febbraio 2019).
Presso l'aeroporto è presente il monumento di una stele simboleggiante l'ala littoria con la scritta "Presente", dedicata al Capitano Enrico Comani.